# Poophilus congolensis
Poophilus congolensis är en insektsart som beskrevs av Henri Schouteden 1901. Poophilus congolensis ingår i släktet Poophilus och familjen spottstritar. Inga underarter finns listade i Catalogue of Life.